# Ossey-les-Trois-Maisons
Ossey-les-Trois-Maisons è un comune francese di 594 abitanti situato nel dipartimento dell'Aube nella regione del Grand Est.

## Società

### Evoluzione demografica
Abitanti censiti